# Liacarus brevilamellatus
Liacarus brevilamellatus är en kvalsterart som beskrevs av Mihelcic 1955. Liacarus brevilamellatus ingår i släktet Liacarus och familjen Liacaridae. Inga underarter finns listade i Catalogue of Life.